# Casa de Bertila Seoane
La Casa de Bertila Seoane es un inmueble de estilo art decó aerodinámico situado en la Avenida de la Democracia, 15 del Ensanche Modernista en la ciudad española de Melilla y forma parte del Conjunto Histórico Artístico de la Ciudad de Melilla, un Bien de Interés Cultural.

## Historia
Fue construido en 1932 según diseño del arquitecto Francisco  Hernanz.

## Descripción
Está construido en ladrillo macizo. Dispone de planta baja y cuatro sobre esta.
Sus fachadas son extremadamente austeras, con bajos sin decoración y balcones de fábrica si ornamentación ni molduras.